# Seconda guerra sannitica
La Seconda guerra sannitica fu combattuta da Roma contro i Sanniti, tra il 326 a.C. e il 305 a.C., quando si concluse con un trattato di pace, siglato a Roma. Teatro dello scontro furono la Campania antica e il Sannio.

## Antefatto
Casus belli della seconda guerra sannitica furono una serie di reciproci atti ostili. Cominciarono i Romani fondando nel 328 a.C. una colonia a Fregellae presso l'odierna Ceprano, sulla riva orientale del fiume Liri, cioè all'interno del territorio sannita (Samnitium ager).
Inoltre i Sanniti vedevano con preoccupazione l'avanzata dei romani in Campania, così quando Roma dichiarò guerra alla città greca di Palepolis, i Sanniti inviarono 4000 soldati a difesa della città. I Romani, dal canto loro, accusavano i Sanniti di aver spinto alla ribellione le città di Formia e di Fonda.

## Fasi della guerra

### 326 a.C.
Nel 326 a.C., mentre a Lucio Cornelio Lentulo venivano affidati i poteri proconsolari per proseguire le operazioni militari nel Sannio, Roma inviava i feziali a dichiarare guerra ai Sanniti, ottennero poi, senza averlo sollecitato, l'appoggio di Lucani ed Apuli, con i quali furono stipulati trattati di alleanza.
La campagna iniziò favorevolmente per i Romani, che occuparono Allife, Callife e Rufrio nel Sannio, e, quando arrivarono i due nuovi consoli, ne devastarono le campagne; nello stesso periodo, Palepolis, si arrese ai Romani.
L'alleanza con i Lucani, oltre che la conquista romana della città greca di Palepolis, ebbe però l'effetto di accendere la preoccupazione nei Tarantini, che oramai vedevano frapporsi, tra la loro città e Roma unicamente i Sanniti; per questo motivo, i Tarantini iniziarono una politica di destabilizzazione tra i Lucani, che portò questi all'improvvisa defezione nei confronti di Roma.

### 325/324 a.C.

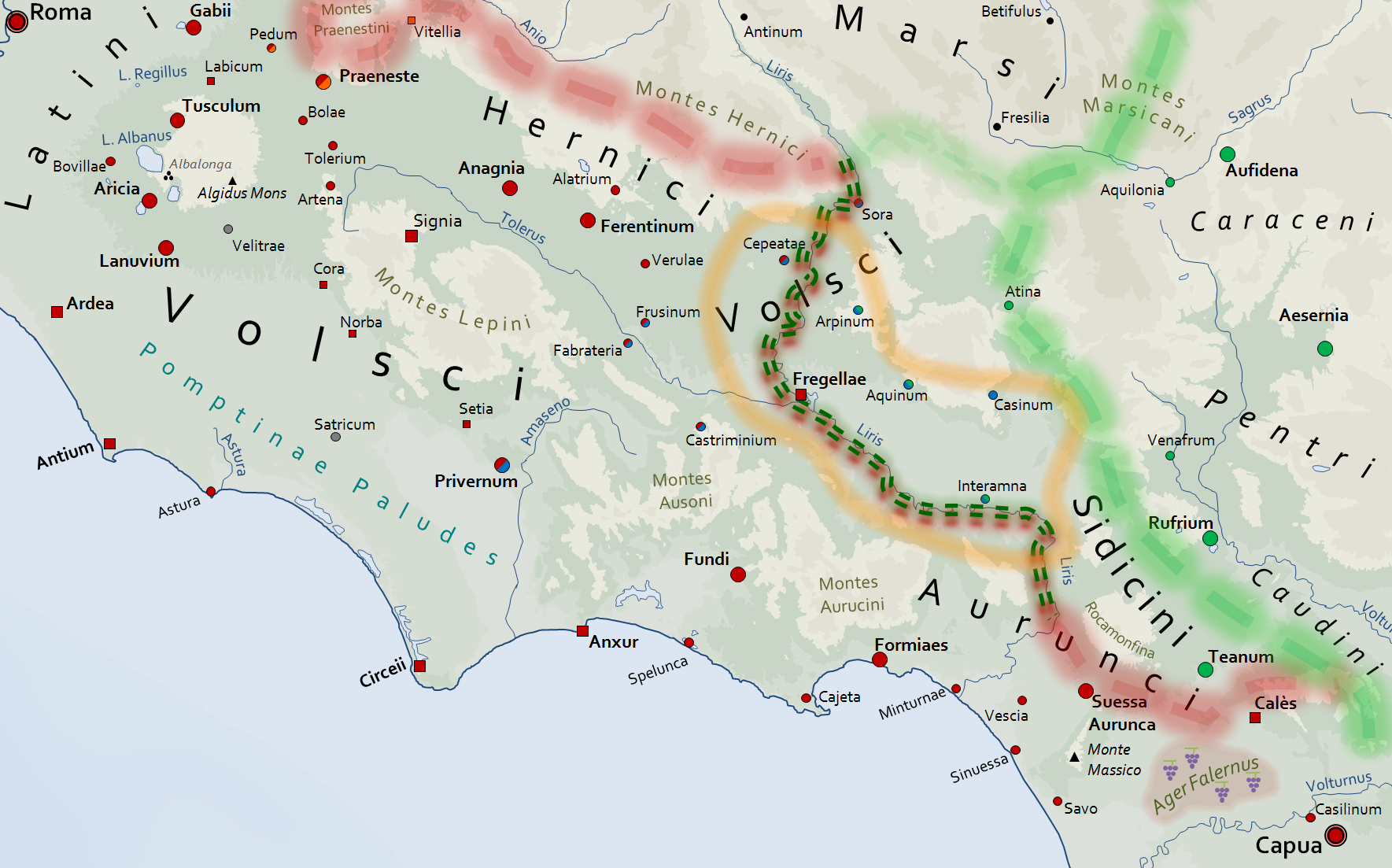
Mappa di dove avvenne lo scontro di Imbrinium

Nel 325 a.C., durante il secondo anno di guerra, Roma dichiarò guerra ai Vestini, perché questi si erano alleati ai Sanniti. Il console designato Decimo Giunio Bruto Sceva, prima li sconfisse in campo aperto, poi ne saccheggiò le campagne e infine espugnò le città di Cutina e Cingilia, concedendo il bottino ai soldati.
Nonostante il 324 a.C. fu segnato dal grave scontro tra il dittatore Lucio Papirio Cursore e il suo magister equitum Quinto Fabio Massimo Rulliano, i Romani ottennero tre vittorie in altrettante battaglie campali contro i Sanniti, la prima delle quali nei pressi di Imbrinium, fu quella che diede origine allo scontro tra i due comandanti. Sconfitti sul campo di battaglia, i Sanniti ottennero la pace dal dittatore, ma giunti a Roma per trattare i termini della resa, tornarono nel Sannio, avendo siglato solo una tregua annuale con Roma, che violarono non appena vennero a conoscenza delle dimissioni del dittatore. Durante l'anno seguente, non ci furono scontri in campo aperto, anche se i romani, condotti dal console Gaio Sulpicio Longo, devastavano e saccheggiavano le campagne del Sannio.

### 322 a.C.
Nel 322 a.C. i Romani, condotti dal dittatore Aulo Cornelio Cosso Arvina, ottennero un'altra vittoria in uno scontro in campo aperto, anche se l'esito della battaglia fu a lungo incerto, per il valore del nemico, e la sfavorevole posizione in battaglia.

### 321 a.C.
Nel 321 a.C. l'esercito romano, condotto dai consoli Tiberio Veturio Calvino e Spurio Postumio Albino Caudino, subì l'umiliante sconfitta alle Forche Caudine (dal latino Furculae Caudinae): mentre l'esercito romano si stava spostando da Capua a Benevento, spie sannite travestite da pastori li indirizzarono verso una stretta gola montuosa dove furono presi facilmente in trappola dai nemici capeggiati da Gaio Ponzio. Alla fine i Sanniti lasciarono andare l'esercito romano ma imposero gravose condizioni di resa; tra queste la subiugatio, il passaggio sotto il giogo: due lance confitte in terra, una sospesa orizzontalmente a queste ultime: lo sconfitto, nudo, doveva passarvi sotto, inchinandosi, in presenza dell'esercito nemico. Ne conseguiva, come nota Cassio Dione (Hist. Rom. V) "grande gloria a chi imponeva una tale umiliazione, ma totale ignominia a chi la subiva" tanto che spesso si preferiva piuttosto affrontare la morte. Nella storia romana questo è l'unico esempio di un intero esercito consolare che subisce un simile rovescio.
Lo storico Tito Livio riferisce che ritornati a Roma, i due consoli riferirono in Senato; i Senatori decisero di rifiutare le condizioni di resa, destituirono i due consoli e, nominarono al loro posto il patrizio Lucio Papirio Cursore ed il plebeo Quinto Publilio Filone. Gli storici moderni sono d'accordo nel ritenere che il Senato, al contrario, si attenne ai termini della resa - fra l'altro, la consegna delle colonie di Fregellae e Cales - fino al 316 a.C..

### 320 a.C.
L'anno successivo all'ignominiosa disfatta, i due consoli eletti, Lucio Papirio Cursore e Quinto Publilio Filone, con l'esercito, tornarono alle Forche Caudine, per rigettare le condizioni di pace imposte a Roma, consegnando ai Sanniti anche i due Consoli che le avevano accettate; di fatto si trattò della ripresa delle ostilità. Prima i Romani, condotti da Publilio, ebbero la meglio sui Sanniti in uno scontro in campo aperto presso Caudio, poi in una battaglia, condotta da entrambi i consoli, presso Luceria in Apulia, dove si trovava un forte contingente di Sanniti, e i circa 600 cavalieri romani, lasciati come ostaggio, dopo la sconfitta delle Forche Caudine. Posti sotto assedio a Luceria, i Sanniti dovettero arrendersi, liberare gli ostaggi, consegnare tutte le armi e salmerie, e passare sotto il giogo dei soldati romani, che così si vendicarono dell'umiliazione subita.

### 319-314 a.C.
Nel 319 a.C. i Romani ripresero il controllo su Satrico, passata ai Sanniti dopo le forche caudine, e sconfissero i Ferentani. L'anno successivo i Sanniti ottennero una tregua biennale, mentre Roma conquistò Canusio e Teano in Campania, città che si alleò con Roma l'anno successivo, quando il console Quinto Emilio Barbula conquistò Nerulo in Lucania.
Nel 316 a.C. i Romani, condotti dal dittatore Lucio Emilio Mamercino Privernate, sconfissero i Sanniti in battaglia sotto le mura di Saticula. Nel 315 a.C., condotti dal dittatore Quinto Fabio Massimo Rulliano, i Romani sconfissero i Sanniti, sempre sotto le mura di Saticola, che fu riconquistata dai romani, ma l'anno stesso, furono sconfitti nella durissima battaglia di Lautulae (Tito Livio, nel raccontare l'evento, sembra minimizzare l'accaduto, presentando una battaglia dall'esito incerto, interrotta dal sopraggiungere della notte, ma questa versione è inverosimile) . In quello stesso anno i Sanniti ripresero ai romani Plistica. Nel 314 a.C., con l'aiuto di traditori, i romani presero Sora, Ausona, Minturno, Sessa Aurunca, Ponza, Saticula,  Vescia e con le armi Luceria, che si era unita ai Sanniti. Intanto, le voci di un'insurrezione in preparazione a Capua, portò alla nomina a dittatore di Gaio Menio Publio. Sempre nello stesso anno poi, l'esercito romano, condotto dai consoli Marco Petelio Libone e Gaio Sulpicio Longo, affrontò i Sanniti in campo aperto in Campania, riportando una chiara vittoria.
(Tito Livio, Ab Urbe condita, IX, 27.)

### 313/312 a.C.
Nel 313 a.C. i Romani presero ai Sanniti la città di Nola, e nel 311 a.C., li sconfissero davanti alla città di Cluvie, che fu riconquistata dai romani, e in una battaglia in campo aperto, alla quale erano stati tratti con un sotterfugio. Anche in questo caso però i romani ebbero la meglio.
L'anno successivo, i Sanniti, saputo della ripresa del conflitto tra Etruschi e Romani, ripresero l'iniziativa con più vigore, sconfiggendo l'esercito romano in una battaglia campale, nella quale rimase ferito lo stesso console Gaio Marcio Rutilo Censorino. Per questo motivo, a Roma fu eletto dittatore Lucio Papirio Cursore, che ottenne una chiara vittoria contro i Sanniti nei pressi di Longula, mentre sull'altro fronte i romani conseguivano due decisive vittorie contro gli Etruschi nella battaglia del lago Vadimone e di Perugia. Nel 308 a.C. Quinto Fabio Massimo Rulliano sconfisse ancora i Sanniti, cui questa volta si erano alleati i Marsi e i Peligni.
(Tito Livio, Ab urbe condita libri, IX, 41.)

## Fine della guerra
Nel 307 a.C. i Romani, guidati dal proconsole Quinto Fabio Massimo Rulliano conquistarono Alife e nel 306 a.C., dopo aver sconfitto gli Ernici ribellatisi a Roma, gli eserciti romani sconfissero nuovamente quello sannita in uno scontro in campo aperto. Nel 305 a.C. i Romani conseguirono la decisiva vittoria nella battaglia di Boviano e l'anno successivo, nel 304 a.C., le tribù del Sannio chiesero la pace alla Repubblica di Roma, ponendo fine alla Seconda guerra sannitica.

## Conseguenze
L'anno successivo, Roma fonda le colonie di Alba Fucens nel territorio degli Equi e Sora in quello dei Sanniti, oltre a concedere la cittadinanza romana ai cittadini di Arpino e di Trebula. Frusino invece perse un terzo del proprio territorio.